# Labouň
Labouň je malá vesnice, část obce Jičíněves v okrese Jičín v Královéhradeckém kraji. Nachází se asi tři kilometry jižně od Jičíněvsi. Labouň je také název katastrálního území o rozloze 2,51 km².

## Název
Původ jména vesnice Labouň pochází ze sousloví "Z Labouně", je to jméno staročeské rodiny vladycké i jméno obce vzniklo od slovesa "lábati" – Labún (1313, Otta de Labun – Laboun), později Labouň. Z místní tvrze vzešel rod Labouňských, rozdělený v následujících staletích v mnohé větve, mimo jiné Bradských, Zlivských, Kosických, Bartoušovských či Údrnických z Labouně.[zdroj?]

## Historie
První písemná zmínka o vesnici pochází z roku 1313.

### 16. až 19. století
Věhlas Labouně rozšířil další z rodu Labouňských, a to Jiří Labouňský z Labouně. Roku 1557 dal vystavět renesanční zámeček na ruinách kláštera Hradiště. Z jeho popudu byl založen roku 1570 pivovar Klášter v Hradišti nad Jizerou. Byl zbohatlým advokátem a majitelem okolních pozemků. V 16. století přešla ves do majetku Mikuláše Trčky z Lípy a stala se součástí tehdy se rychle rozšiřujícího panství Veliš.
To získal roku 1606 Jindřich Matyáš z Thurnu, známý především jako jeden z hlavních iniciátorů a vůdčích osobností českého stavovského povstání. Po prohrané bitvě na Bílé Hoře (1620) si odsouzený Thurn sice zachránil život útěkem z Čech, jeho statky však propadly konfiskaci.
Panství Veliš zakoupil roku 1622 Albrecht z Valdštejna a rozšířil jím své frýdlantské dominium. Labouň pak roku 1627 začlenil do panství Milíčeves, které již předtím postoupil do správy jezuitů, a její výnosy vykázal tehdy nově založenému jezuitskému semináři v Jičíně. V majetku Tovaryšstva Ježíšova zůstala ves až do zrušení řádu v roce 1773, rok nato byla spolu s ostatními statky milíčeveského panství předána do správy státu.
Teprve v roce 1835 zakoupil milíčeveské panství hrabě Eugen Vratislav z Mitrovic, šest let poté jej však odprodal Michalu Karlu Althanovi, který byl také poslední milíčeveskou vrchností před zrušením patrimoniální správy v roce 1848.

### Statistika 1870
V roce 1870 žilo v Labouni celkem 186 trvale žijících obyvatel. Podle majetku se rozdělovali na familianty (lidé, kteří měli právo oženit se a založit rodinu), třičtvrtěláníky, půlláníky, čtvrtláníky (lán byl cca 18,5 hektaru), výměníky, chalupníky (čtvrtláníci), baráčníky (bez polí) a podruhy (sluhové a poddaní).
Obyvatelé přišli z několika okolních obcí, a to z Libisic, Drahoraze, Milíčevsi, Zběři, Žlunic, Kněžic, Žitětína, Češova, Rokyťany, Chyjic, Střevače, Němyčevsi, Vitiněvsi, Sedliště, Chotěšic, Veliše, Dolan, Rovně, Konecchlumí, Nové Vsi, Vršců, Bartoušova, Lochova, Lán, Kopidlna, Bílska, Vrbic, Batína, Skřenče.

### Jednotlivé větve rodiny Labouňských

#### Údrničtí
Patřili k nim Markvart z Bartoušova a Údrnic, rychtář jičínský, majitel hradu Brada a otec Anny (1406), (potomek Markvarta Otík hrad Brada roku 1482 prodal Mikuláši Lickovi z Rýznburka), roku 1381 majitel Údrnic a Údrnické Lhoty i s tvrzí a bratr Bohuněk z Dolan († 1395), jenž byl v roce 1360 patronem farního kostela v Dolanech). Ti byli spolu s Janem z Labouně nařčeni, že se neprávem zmocnili Bartoušova a výše jmenovaných vsí, dále pak dvou dílů Ketně i s keteňským mlýnem a všech přináležitostí a práv s nimi spojených.

#### Kosičtí
Dalším z rodu Labouňských byl Jindra z Bartoušova (1384–1414), v roce 1409 vlastník vsi Hlušice. Od něho pocházela pošlost na Kosicích. Od Otíka pocházeli ti, kteří se psali Bradští z Labouně. Otík měl také majetek v Údrnicích a Údrnické Lhotě. Je také znám jako Otík z Jičíněvsi, Dřevěnice, Labouně, Údrnic a z Mostku.

#### Bradští
Dále pak Josef a František Bradští z téhož rodu z Labouně, kteří byli povýšeni do stavu šlechtického a bylo jim povoleno užívání predikátu rytířského a rodového erbu a zároveň jim bylo navráceno i panství Brada.

#### Zlivští
K předkům Zlivských z Labouně patřil Jan Drštka (1393–1397 purkrabí na Veliši) a Zdeněk z Labouně (1390 purkrabí na Veliši, 1409 rektor Univerzity Karlovy).

#### Bartoušovští
V roce 1454 k rodu Labouňských patřil i Jan Bartoušovský z Labouně, majitel Obědovic (1467), který byl kladským hejtmanem a v roce 1495 založil obec po něm pojmenovanou Bartošovice v Orlických horách. Z větve Zlivských pocházel Jan Zlivský z Labouně, majitel poplužního dvora i celé obce Dobrá Voda (v té době Vilda) a vlastnil i obec Zachrašťany.
Potomkem rodu byla i Lidmila z Labouně, která se provdala za Jana Semečka ze Semčic a dále pak Kateřina z Labouně, majitelka tvrze ve Vinarech počátkem 15. století. Zlivští z Labouně se udrželi až do 17. století.
Bartoušovští z Labouně vymřeli již v 16. století (Sčk. Zdeněk z Labouně, probošt, Štěpán ze Staňkova, děkan, kanovníci a celá kapitula Všech svatých vysvědčují, že emfyteuticky pronajali tři lány ve Vladislavicích Jakubovi, synovi Martina Kokota, a to tak, že bude kapitule dvakrát ročně platit po dvou groších).

##### Kapitula
Karel založil kapitulu listinou vydanou 8. ledna 1339 na Pražském hradě. Ideová a výtvarná blízkost k univerzitní pečeti dovoluje klást vznik typáře před rok 1346. Je velmi pravděpodobné, že sám Karel ovlivnil ztvárnění pečetního obrazu po stránce významové a umělecké. Mladý markrabě – v rytířském oděvu – klečí před Kristem, P. Marií a všemi svatými (s anděly), shromážděnými v Jeruzalémě, jehož brána je před ním uzavřena (v zárodečné podobě se tu objevuje motiv tzv. vojska Kristova, později monumentálně rozvinutý v kapli sv. Kříže na Karlštejně). Ve vztažených rukou drží drobnou svatyni – kapitulu – kterou založil a svěřuje ji do nejvyšší ochrany. Oba štíty se znaky jej jednoznačně charakterizují jako moravského markraběte a především příštího českého krále. Názorně je tu manifestováno, že jen podobnými skutky a celkově následováním Krista může jako panovník dosáhnout 'Království nebeského'. Karlova postava je oproti tradičnímu pojetí charakterizována některými konkrétními rysy jeho fyzického vzhledu: vysokým čelem, hladkou (bezvousou) tváří, vlasy spadajícími na ramena, konkrétní dobovou zbrojí. Patrně to souvisí se zdůrazňováním portrétu (portrétních rysů) v Karlově státně-dynastické propagandě. Jedná se o cenný příspěvek ke Karlově portrétní ikonografii. Originál je uložen jako pergamen psaný latinsky, přivěšena je kapitulní pečeť, velikost 29/32 cm (Národní archiv, Archiv kolegiátní kapituly: Působení Zdenka z Labouně v dalších souvislostech: 18. listopad 1418, Praha)

## Obyvatelstvo
| Rok            | 1869 | 1880 | 1890 | 1900 | 1910 | 1921 | 1930 | 1950 | 1961 | 1970 | 1980 | 1991 | 2001 | 2011 | 2021 |
| -------------- | ---- | ---- | ---- | ---- | ---- | ---- | ---- | ---- | ---- | ---- | ---- | ---- | ---- | ---- | ---- |
| Počet obyvatel | 207  | 196  | 213  | 213  | 206  | 209  | 214  | 148  | 145  | 118  | 88   | 69   | 54   | 38   | 34   |
| Počet domů     | 36   | 36   | 39   | 42   | 41   | 42   | 45   | 44   | 42   | 41   | 27   | 36   | 44   | 44   | 35   |

## Obecní správa
Při sčítání lidu v letech 1850–1974 byla Labouň samostatnou obcí v okrese Jičín. Od 1. ledna 1975 je částí obce Jičíněves v okrese Jičín.

## Pamětihodnosti
- 1820 – socha svatého Jana Nepomuckého. Pískovcová socha svatého Jana Nepomuckého je umístěna na návrší v obci Labouň. Zhotovena v roce 1820. Autorem sochy je Ferdinand Kofránek. Celková výška sochy je čtyři metry a je vytesána do pískovce z hořického hřbetu.
- 1833 – Boží muka. Autorem Božích Muk je Alois Kofránek. Byla postavena roku 1833 na návsi. Památka byla před lety poškozena a převezena na soukromý pozemek. Je zhotovena z pískovce z hořického hřbetu o celkové výšce 418 centimetrů.
- 1863 – sousoší Nejsvětější Trojice. Socha se nachází na návrší obce Labouň při levé straně silnice ze Žitětína.
- 1914 – Památník padlých první světové války. Je vybudován z pískovce z hořického hřbetu. Památník je vysoký 315 centimetrů. Na jeho přední straně je plastickým písmem vysekán nápis „PAMÁTCE PADLÝM 1914–1919“. Autorem památníku je kameník Stuchlík z Jičína.
- 2009 – zvonička Otty de Labun, vysvěcena 2009. V sobotu 11. července 2009 v Labouni v oblasti Mariánské zahrady byl slavnostně vysvěcen nový zvon. Stal se symbolem úcty k vladykovi Ottovi de Labun a zároveň poselstvím pro budoucí generace. Zvonička je skelet z roku 1929, původně umístěný v sousední obci, zrestaurovaný do původního historického stavu a osazený novým litým zvonem s věnováním zakladatelovi obce.

## Osobnosti
- Otto de Labun, zakladatel tvrze Laboun (1313)
- Zdeněk z Labouně, rektor Univerzity Karlovy v Praze, královský sekretář (1409)
- Jan Drška z Labouně, purkrabí na hradu Veliš